# Trey Edward Shults

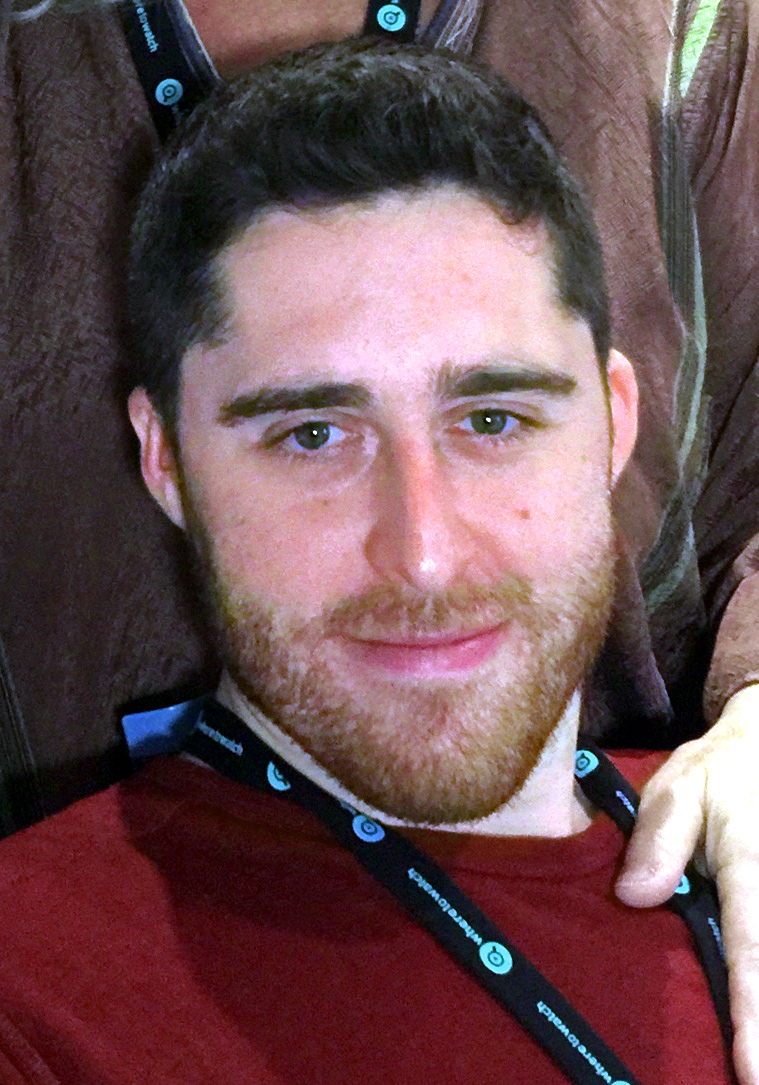
Trey Edward Shults (2015)

Trey Edward Shults (* 6. Oktober 1988 in Houston, Texas) ist ein US-amerikanischer Regisseur, Drehbuchautor, Filmeditor und Filmproduzent.

## Leben
Trey Edward Shults begann bereits in seiner Kindheit damit, erste Videos zu produzieren. Zu seinem Vater, der 2014 an den Folgen von Bauchspeicheldrüsenkrebs starb, hatte Shults mehrere Jahre wegen dessen Alkoholabhängigkeit keinen Kontakt.
Shults studierte zunächst Betriebswirtschaft, verließ die Hochschule aber, um als Praktikant bei Terrence Malicks Filmprojekten The Tree of Life, Song to Song und Voyage of Time mitzuarbeiten.
Im Jahr 2010 gab er mit dem Kurzfilm Mother and Son sein Regiedebüt. Die Hauptrolle übernahm seine Tante Krisha Fairchild. Wie auch bei seinen folgenden Projekten zeichnete er bereits hier neben der Regie auch für das Drehbuch, den Filmschnitt und die Produktion verantwortlich. Auch bei seinem nächsten Kurzfilm, Two to One aus dem Jahr 2011, übernahm Krisha Fairchild wieder die Hauptrolle.
Sein Kurzfilm Krisha feierte seine Premiere beim SXSW 2014. Er wurde danach bei zahlreichen weiteren Filmfestivals aufgeführt, unter anderem beim HollyShorts Film Festival, wo es mit Preis für den Best Narrative Short ausgezeichnet wurde. Der Film markiert gleichzeitig den Beginn der Zusammenarbeit mit Kameramann Drew Daniels.
Auf Basis des vielgelobten Kurzfilms entstand im Jahr darauf der gleichnamige Spielfilm innerhalb von neun Drehtagen für unter 100.000 US-Dollar im Haus seiner Familie im texanischen Montgomery. In diesem Film verband Shults noch stärker biografische Elemente seiner Familiengeschichte mit einer fiktiven Handlung. Erneut spielte seine Tante Krisha Fairchild die Hauptrolle, aber auch Shults' Mutter Robyn Fairchild und seine Großmutter Billie Fairchild übernahmen Rollen im Film. Shults tritt selbst als Trey auf. Die Spielfilmversion von Krisha gewann 2015 den Grand Jury Prize und Publikumspreis beim SXSW und wurde bei den Internationalen Filmfestspielen von Cannes 2015 in der Nebensektion Semaine de la critique gezeigt. A24 übernahm den US-Verleih des Films und bot Shults noch in Cannes einen Vertrag über mehrere Filme an.
2017 entstand mit Unterstützung von A24 Shults' zweiter Spielfilm It Comes at Night; ein Horror-Thriller mit Joel Edgerton, Carmen Ejogo, Christopher Abbott, Kelvin Harrison Jr. und Riley Keough in den Hauptrollen. Der Film lief am 18. Januar 2018 in den deutschen Kinos an. 
Am 30. August 2019 hatte sein dritter Spielfilm Waves im Rahmen des Telluride Film Festivals seine Premiere. Die Hauptrollen in diesem Film, der erneut biografische Bezüge aufzeigt, übernahmen Taylor Russell, Kelvin Harrison Jr., Alexa Demie, Sterling K. Brown, Renée Elise Goldsberry und Lucas Hedges.

## Filmografie (Auswahl)
- 2010: Mother and Son (Kurzfilm)
- 2011: Two to One (Kurzfilm)
- 2014: Krisha (Kurzfilm)
- 2015: Krisha
- 2017: It Comes at Night
- 2019: Waves
- 2023: Winning Time: Aufstieg der Lakers-Dynastie (Winning Time: The Rise of the Lakers Dynasty, Fernsehserie, 1 Episode)
- 2025: Hurry Up Tomorrow

## Auszeichnungen
Hamptons International Film Festival 2019
- Auszeichnung mit dem Zicherman Family Foundation Screenwriting Award (Waves)[10]